# لويس أنخيل مندوزا
لويس أنخيل مندوزا (بالإسبانية: Luis Ángel Mendoza) (3 فبراير 1990 بمونتيري في المكسيك - ) هو لاعب كرة قدم مكسيكي في مركز الوسط. لعب مع تايجرز أونال وسانتوس لاغونا ونادي أمريكا ونادي سان لويس وريبوسيروس دي لا بيداد ‏.

## وصلات خارجية
- لويس أنخيل مندوزا على موقع الاتحاد الدولي (مؤرشف)  (الإنجليزية)
- لويس أنخيل مندوزا على موقع قاعدة بيانات كرة القدم.إي يو (الإنجليزية)
- لويس أنخيل مندوزا على موقع Soccerbase.com (لاعب) (الإنجليزية)
- لويس أنخيل مندوزا على موقع Soccerway.com (الإنجليزية)
- لويس أنخيل مندوزا على موقع AS.com (الإسبانية)